# フェードア・フォン・ボック
モーリッツ・アルブレヒト・フランツ・フリードリヒ・フェードア・フォン・ボック（ドイツ語: Moritz Albrecht Franz Friedrich Fedor von Bock、1880年12月3日 - 1945年5月4日）は、ドイツの陸軍軍人。最終階級は陸軍元帥。

## 生い立ち
プロイセン王国のキュストリン（現在のポーランド領コストシン・ナド・オドロン）生まれ。父カール・モーリッツは陸軍少将で、普仏戦争には師団指揮官として従軍し、セダンの戦いでの勇敢さで表彰を受けた。曽祖父はフリードリヒ大王治世下のプロイセン陸軍で勤務し、祖父は1806年のイエナ・アウエルシュタットの戦いに参加している。母オルガ・ヘレネ・フランツィスカはファルケンハイン男爵家の令嬢で、のちに参謀総長となるエーリッヒ・フォン・ファルケンハインの妹だった。8歳でベルリンに移ってポツダムとリヒターフェルデの陸軍士官学校で勉学に励む。現代語、数学、歴史などが得意科目で、フランス語、ロシア語、英語が堪能だった。1898年3月15日、近衛歩兵第5連隊の士官候補生となる。1905年に大隊副官に就任。1907年には連隊副官となり、1910年から1912年まで参謀教育を受け、参謀本部に配属された。第一次世界大戦には参謀将校として従軍し、1916年に少佐に昇進、1918年4月にはプロイセンの最高位のプール・ル・メリット勲章を受章。
大戦後も軍備制限されたヴァイマル共和国の陸軍に残る。第3師団参謀長を経て、1929年2月1日に少将、1931年2月1日に中将に昇進。同年2月、第II軍管区司令官に任命される。1933年に政権を握ったナチ党に対しては中立的な姿勢だった。1935年3月1日に歩兵大将に昇進。1938年のオーストリア併合の際は第8軍司令官としてオーストリアに進駐。その年3月に遡及して上級大将に昇進した。同年11月に第1軍集団司令官に任命され、ポーランド侵攻を控えた翌8月26日に北方軍集団司令官に任命された。

## 第二次世界大戦
1939年の第二次世界大戦開戦時のポーランド侵攻では北方軍集団司令官、1940年の西方電撃戦ではB軍集団司令官として指揮を執り、パリ入城式を挙行して凱旋門をくぐった。その戦功により同年7月陸軍元帥に昇進する。同年の60歳の誕生日に際し、アドルフ・ヒトラー総統から10万ライヒスマルクを下賜された。
1941年6月22日に開始されたバルバロッサ作戦では中央軍集団司令官としてミンスク、スモレンスクを攻略し、12月には隷下部隊はモスクワ前面30kmに迫ったが、ソ連軍の激しい反撃と猛烈な寒波によって攻撃は頓挫、ヒトラーによって司令官を解任される。しかし、1942年1月に南方軍集団司令官ヴァルター・フォン・ライヒェナウ元帥が事故死すると、南方軍集団司令官に任命される。ところが、同年夏の攻勢における作戦指揮を巡ってまたもやヒトラーと対立、7月には再び司令官を解任される。
その後は前線に復帰することはなかったが、1945年4月のヒトラーの自殺後、新政権の大統領に任命されたデーニッツ海軍元帥の要請により、連合国との停戦交渉の任に当たることになる。
しかし1945年5月3日にキール近郊で、乗車がイギリス軍機の銃撃を受け、翌日死亡した。同乗していたボックの妻・娘、車の運転手も死亡した。その5日後、ドイツは降伏し終戦となった。
前線後方で繰り広げられるユダヤ人大量虐殺に抗議し、軍上層部へ担当将校の処罰を要請したこともあるが、黙殺され成果はなかった。一方、甥にあたるヘニング・フォン・トレスコウ陸軍少将から反体制グループへの参画を打診されるが、これは拒否している。

## 栄典
- 四等王冠勲章（英語版） - 1911年9月13日受章
- 1914年版鉄十字章
  - 二級 - 1914年9月18日受章
  - 一級 - 1916年12月30日受章
- 剣付ホーエンツォレルン家勲章騎士十字章 - 1916年10月25日受章
- プール・ル・メリット勲章 - 1918年4月1日受章
- 勤続章 - 1920年受章
- シレジア鷲章（英語版） - 1921年4月15日受章
  - 二等
  - 一等
- 国防軍勤続章 (一等〜四等)
  - 柏葉付 1939年9月12日受章
- 1938年3月13日記念メダル
- 1938年10月1日記念メダル
- 鉄十字章略章 - 1939年9月22日受章
  - 二級
  - 一級
- 騎士鉄十字章 - 北方軍集団司令官、上級大将として1939年9月30日受章[2][3]
- 国防軍軍報（英語版）における言及（1941年8月7日、同年9月19日、同年10月18日、1942年5月30日）

### 各国栄典
- オーストリア＝ハンガリー帝国 戦争章付三等軍功勲章（英語版） - 1914/5年6月24日受章
- オーストリア＝ハンガリー帝国 戦争章付三等鉄王冠勲章（英語版） - 1917年2月9日受章
- メクレンブルク＝シュヴェリーン大公国 二等軍功十字章（英語版） - 1917年8月3日受章
- ハンザ十字章（英語版）
  -  自由ハンザ都市ハンブルクより - 1917年9月19日受章
  -  自由ハンザ都市ブレーメンより - 1918年1月30日受章
- バーデン大公国 剣付一等ツェーリンゲン獅子勲章（英語版） - 1918年1月10日受章
- ヴュルテンベルク王国 剣付王冠勲章騎士十字章（英語版） - 1918年1月25日受章
- ブルガリア王国 軍功勲章司令官十字章（英語版） - 1918年8月2日受章
- ユーゴスラビア王国 一等ユーゴスラビア王冠勲章（英語版） - 1939年6月受章
- イタリア王国 イタリア王冠勲章大十字章（英語版） - 1940年8月27日受章
- ルーマニア王国 ミハイ勇敢公勲章（英語版）
  - 三等 - 1942年7月29日受章
  - 一等 - 1942年9月受章